# Sainte-Catherine (Puy-de-Dôme)
 Sainte-Catherine  es una población y comuna francesa, situada en la región de Auvernia, departamento de Puy-de-Dôme, en el distrito de Ambert y cantón de Saint-Germain-l'Herm.

## Demografía
| 113 | 100 | 83 | 84 | 71 | 61 |
| Para los censos de 1962 a 1999 la población legal corresponde a la población sin duplicidades (Fuente: INSEE [Consultar]) |     |    |    |    |    |